# حودران
حودران (بالإنجليزية: HOUDERRANE)‏ هي قرية ريفية تابعة لإقليم الخميسات ضمن جهة الرباط سلا زمور زعير بالمغرب. بلغ مجموع عدد سكان حودران حسب إحصاءات 2004 حوالي 6572 نسمة يعيشون في 1484 أسرة.